# Sarcocadetia
Sarcocadetia is een geslacht van twee soorten orchideeën uit de onderfamilie Epidendroideae. Het is afgesplitst van het geslacht Cadetia.
Het zijn kleine epifytische orchideeën uit Queensland (Australië) en Nieuw-Guinea, gekenmerkt door een bundel van kleine, lichtgroene, eivormige pseudobulben met op de top één enkel donkergroen, ellipisch blad en een korte, eindstandige bloemstengel met eveneens één wit bloempje.

## Naamgeving enetymologie
- Synoniem: Cadetia Gaudich. (1829)

De botanische naam Sarcocadetia is afkomstig van het Oudgriekse σάρξ, sarx (vlees) en van het zustergeslacht Cadetia.

## Taxonomie
Sarcocadetia is in 2002 afgesplitst van Cadetia door Clements en Jones.
Het geslacht telt in de meest recent geaccepteerde taxonomie twee soorten. De typesoort is Sarcocadetia funiformis.

### Soortenlijst
- Sarcocadetia funiformis (Blume) M.A.Clem. & D.L.Jones (2002)
- Sarcocadetia wariana (Schltr.) M.A.Clem. & D.L.Jones (2002)